# Pielęgniczka Reitziga
Pielęgniczka Reitziga, pielęgniczka żółta, pielęgniczka Borella (Apistogramma borellii) – gatunek słodkowodnej ryby okoniokształtnej z rodziny pielęgnicowatych (Cichlidae). Hodowany w akwariach. Opisany został przez Regana w 1906 roku pod nazwą Heterogramma borellii oraz (niezależnie) przez Mitsch-Königsdörfera (w 1938) i Ahla (w 1939) pod nazwą Apistogramma reitzigi.

## Występowanie
Pielęgniczka żółta występuje w środkowej części dorzecza Paragwaju, od Mato Grosso w Brazylii aż do północnej części Argentyny oraz w dolnym biegu Parany w Argentynie.

## Charakterystyka
Pielęgniczka żółta jest niewielką rybą, osiągającą 4–5 cm (samice) do 8 cm (samce) o owalnym, lekko wygrzbieconym zarysie ciała. Podstawową barwą ryb jest kolor żółtobrunatny z pojawiającymi się w zależności od sytuacji ciemnymi wzorami. W okresie tarła samice są intensywnie żółte. Płetwy są relatywnie duże.
Dymorfizm płciowy jest dobrze widoczny: samce są znacznie większe od samic, ich płetwa grzbietowa jest wyższa, zaś tylne części płetw grzbietowej i odbytowej wydłużone.
Pielęgniczki żółte odżywiają się głównie drobnymi bezkręgowcami wodnymi: robakami, skorupiakami i owadami.

## Hodowla
Jest to spokojna i dość łatwa w hodowli ryba. Toleruje dość znaczne wahania pH wody od 6,0 do 8,0, temperaturę 22–26 °C oraz twardość wody w granicach 5–19 dH. Wymaga akwarium dobrze obsadzonego roślinami wodnymi, wśród których poszukują kryjówek oraz kamiennych grot lub łupin orzecha kokosowego niezbędnych jako miejsca składania ikry. W warunkach hodowlanych preferuje pokarm żywy, możliwie urozmaicony, chociaż przyjmuje również płatki.
W okresie tarła pielęgniczki żółte dobierają się w pary, starsze samce mogą odbywać tarło z większą liczbą samic. Wymagana do tarła temperatura wody wynosi 25–28 °C, pH 6,5–7, twardość ogólna 8, a węglanowa poniżej 1 dH. Samica składa w ukryciu zazwyczaj 50–100 jajeczek koloru wiśniowego, z których po pięciu dniach następuje wylęg. Opiekę nad potomstwem sprawuje samica, samiec pilnuje otoczenia gniazda.